# Педаеки
Педаеки (дав.-гр. πεδάfοικοι, дос. «ті, що мешкають серед осель», «сусіди») — особисто вільне, але політично неповноправне населення в давньогрецькому Аргосі.
Швидше за все педаеки були нащадками ахейців, які мешкали в Арголіді до приходу дорійців, і були ними підкорені. 
В Спарті, Фессалії та на Криті педаекам відповідали періеки (дав.-гр. περίοικοι), що загалом мали схожий правовий статус. 